# Абаскаль, Хосе Фернандо де
Хосе Фернандо де Абаскаль и Соуза, 1-й маркиз де ла Конкордиа (исп. José Fernando de Abascal y Sousa, primer Marqués de la Concordia; 3 июня 1743, Овьедо — 30 июня 1821, Мадрид) — испанский офицер и государственный чиновник в Америке, вице-король Перу с 1806 по 1816.

## Биография
Абаскаль родился в аристократической семье. В возрасте 19 лет поступил на службу в армию, в течение следующих 20 лет он проходил службу в материковой Испании, дослужился до звания полковника. Во время войны с Францией получил звание бригадного генерала.
В 1796 году принимал участие в обороне Гаваны от англичан. Спустя три года получил назначение на должность интенданта (фактически губернатора) в испанской колонии Новая Галисия (западная Мексика), на этой должности он пребывал до 1804 года. В 1804 он был назначен на пост вице-короля в Рио-де-ла-Плату, но он так и не вступил в должность, поскольку в том же году был назначен на должность вице-короля Перу.

## Вице-король Перу
Должность вице-короля Абаскаль смог занять лишь в 1806 году, поскольку он был захвачен в плен британцами, когда плыл из Испании. Во время его нахождения в должности в колонии была отменена инквизиция в соответствии с реформами, принятыми в Испании. В целом правление Абаскаля сказывалось положительно на положении дел в колонии, он провёл образовательную реформу, реорганизовал армию, подавлял мелкие восстания. При нём в 1806 году в Перу прибыл последний груз с чёрными рабами, в это время взрослый мужчина стоил в Перу 600 песо. Во время правления Абаскаля в Перу прибыла так называемая экспедиция Балмиса, целью которой было проведение вакцинации от чумы в испанских колониях.
В начале своего правления Абаскаль столкнулся с большими трудностями по восстановлению разрушений, вызванных землетрясением в Лиме и последовавшим цунами, вызвавшим большие разрушения в Кальяо. Ущерб от землетрясения составил примерно 150 000 песо.
В 1810 году в Сан-Фернандо была основана медицинская школа.

## Война за независимость
После того как в Буэнос-Айресе произошла Майская революция, Абаскаль приказал оккупировать провинции вице-королевства Рио-де-ла-Плата Кордова, Потоси, Ла-Пас и Чаркас. В 1776 году эти провинции были переданы под управление только что созданного вице-королевства Рио-де-ла-Плата, Абаскаль, чувствуя опасность революции, решил вернуть данные территории под власть испанской короны. Также он присоединил Чили и Кито к Перу, которые ранее были переданы под управление вице-королевства Новая Гранада.
Абаскаль был убеждённым монархистом и сторонником неограниченной королевской власти, после вторжения Наполеона в Испанию он выслал на борьбу с ним, кроме положенных налогов, дополнительные средства и вооружения. Власть Абаскаля в вице-королевстве была почти неограниченной, и ограничивалась лишь платежами, которые должны были посылаться в Испанию. Отчасти благодаря и его работе Перу стало центром роялистских сил в Южной Америке, активно сопротивляясь параду независимостей, начавшихся в регионе.
После принятия в 1812 году новой либеральной конституции в Испании Абаскаль сопротивлялся внедрению её положений на территории Перу, это привело к восстаниям в Куско, Такне и Арекипе, которые были жестоко подавлены.
24 апреля 1814 года в Кальяо высадился Рафаэль Марото, направленный из Испании для борьбы с мятежниками, Абаскаль направил 2400 солдат во главе с Антонио Парехасом для соединения с войсками Марото и выдвижения в Чили для подавления там восстания. После остановки на острове Чилоэ с ними соединилась ещё часть войск, также армия роялистов пополнилась в городах Вальдивия и Талькуано. Войска Парехаса вступили в Консепсьон, где перешедший было на сторону мятежников испанский гарнизон сдался, видя численное превосходство роялистов, и присоединился к дальнейшему походу против мятежников. Численностью около 4000 солдат роялисты выдвинулись на город Чильян, который также сдался без боя. В целом поход, организованный против мятежников Абаскалем, оказался достаточно удачным.
В 1812 году Хосе Фернандо Абаскалю был присвоен титул маркиз де ла Конкордиа. В 1816 году Абаскаль покинул свой пост по своему желанию с разрешения короля и отправился в Испанию. На должность вице-короля был назначен Хоакин де ла Песуэла.
Абаскаль скончался в 1821 году в возрасте 78 лет.